# Junri Namigata
Junri Namigata (波形 純理, Namigata Junri), née le 5 juillet 1982 à Koshigaya, est une joueuse de tennis japonaise, professionnelle depuis 2004.
En 2006, elle est quart de finaliste de l'Open du Japon contre Marion Bartoli.
Elle a remporté son premier tournoi WTA 125 en double en juillet 2014 aux côtés de Chuang Chia-jung lors de l'Open de Nanchang.
Principalement active sur le circuit ITF, elle a remporté sept titres en simple dont le 75 000 $ de Pékin en 2010 et 26 en double, le plus important à Granby en 2019 (80 000 $). Cette même année, elle s'impose en simple à Nanao à l'âge de 37 ans. Elle joue toujours à 40 ans passés.

## Palmarès

### Titre en double dames
Aucun

### Finale en double dames
| No | Date       | Nom et lieu du tournoi | Catégorie | Dotation  | Surface    | Vainqueures         | Partenaire   | Score   |          |
| -- | ---------- | ---------------------- | --------- | --------- | ---------- | ------------------- | ------------ | ------- | -------- |
| 1  | 08-10-2007 | PTT Open Bangkok       | Tier III  | 200 000 $ | Dur (ext.) | Sun Tiantian Yan Zi | Ayumi Morita | Forfait | Parcours |

### Titre en double en WTA 125
| No | Date       | Nom et lieu du tournoi              | Catégorie | Dotation  | Surface    | Partenaire       | Finalistes             | Score     |          |
| -- | ---------- | ----------------------------------- | --------- | --------- | ---------- | ---------------- | ---------------------- | --------- | -------- |
| 1  | 21-07-2014 | Jiangxi International Open Nanchang | WTA 125   | 125 000 $ | Dur (ext.) | Chuang Chia-jung | Chan Chin-wei Xu Yifan | 7-64, 6-3 | Parcours |

## Parcours en Grand Chelem

### En simple dames
| Année | Open d'Australie | Open d'Australie | Internationaux de France | Internationaux de France | Wimbledon | Wimbledon           | US Open | US Open           |
| ----- | ---------------- | ---------------- | ------------------------ | ------------------------ | --------- | ------------------- | ------- | ----------------- |
| 2006  | —                | —                | —                        | —                        | —         | —                   | Q3      | L. Skavronskaia   |
| 2007  | Q1               | Anne Keothavong  | Q1                       | Mariya Koryttseva        | Q1        | Anna Fitzpatrick    | Q2      | Anne Kremer       |
| 2008  | Q2               | Sandra Klösel    | Q1                       | Anastasiya Yakimova      | Q2        | Anastasiya Yakimova | Q1      | Kirsten Flipkens  |
| 2009  | —                | —                | —                        | —                        | —         | —                   | Q1      | A. Parra Santonja |
| 2010  | Q1               | Ekaterina Lopes  | Q2                       | Heidi El Tabakh          | Q3        | Monica Niculescu    | Q3      | Sally Peers       |
| 2011  | 1er tour (1/64)  | Rebecca Marino   | 1er tour (1/64)          | A. Wozniak               | Q3        | Irina Falconi       | Q1      | S. Karatantcheva  |
| 2012  | —                | —                | —                        | —                        | Q1        | Zhang Shuai         | Q1      | Alexa Glatch      |
| 2013  | Q1               | Chanel Simmonds  | —                        | —                        | —         | —                   | Q1      | Alexandra Panova  |
| 2015  | Q2               | Ons Jabeur       | Q1                       | Sorana Cîrstea           | Q1        | S. Sorribes Tormo   | Q1      | An-Sophie Mestach |
| 2017  | —                | —                | —                        | —                        | —         | —                   | Q2      | Sofya Zhuk        |
| 2018  | Q1               | Marie Bouzkova   | Q1                       | Lizette Cabrera          | Q1        | Richel Hogenkamp    | Q1      | Jamie Loeb        |

N.B. : à droite du résultat se trouve le nom de l'ultime adversaire.

### En double dames
| Année | Open d'Australie                                                                           | Open d'Australie | Internationaux de France | Internationaux de France | Wimbledon                                                                             | Wimbledon | US Open | US Open |
| ----- | ------------------------------------------------------------------------------------------ | ---------------- | ------------------------ | ------------------------ | ------------------------------------------------------------------------------------- | --------- | ------- | ------- |
| 2008  | —                                                                                          | —                | —                        | —                        | 1er tour (1/32) Ayumi Morita \|\| style="text-align:left;" \| E. Makarova Selima Sfar | —         | —       |         |
| 2017  | 1er tour (1/32) Chan Chin-wei \|\| style="text-align:left;" \| Tatjana Maria P. Parmentier | —                | —                        | —                        | —                                                                                     | —         | —       |         |

N.B. : le nom du ou de la partenaire se trouve sous le résultat ; le nom des ultimes adversaires se trouve à droite.

## Classements WTA en fin de saison
| Année          | 2000 | 2001 | 2002 | 2003 | 2004 | 2005 | 2006 | 2007 | 2008 | 2009 | 2010 | 2011 | 2012 | 2013 | 2014 | 2015 | 2016 | 2017 | 2018 | 2019 | 2020 | 2021 | 2022 | 2023 | 2024 |
| Rang en simple | 895  | 833  | –    | –    | 519  | 246  | 162  | 186  | 259  | 185  | 129  | 196  | 229  | 260  | 196  | 293  | 279  | 236  | 246  | 343  | 349  | 539  | 713  | 835  | –    |
| Rang en double | –    | 655  | 977  | –    | 718  | 272  | 224  | 117  | 166  | 268  | 336  | 515  | 256  | 223  | 145  | 136  | 304  | 199  | 135  | 169  | 150  | 275  | 459  | 461  | 1223 |

Source : (en) Classements de Junri Namigata sur le site officiel de la Fédération internationale de tennis